# Volksbank-Raiffeisenbank Dingolfing
Die Volksbank-Raiffeisenbank Dingolfing eG war eine deutsche Genossenschaftsbank mit Hauptsitz in Dingolfing. Ihr Geschäftsgebiet erstreckte sich mit fünf Geschäftsstellen auf Dingolfing, Frontenhausen und Reisbach. Im Jahr 2020 fusionierte sie mit der Volksbank Straubing eG. Seitdem heißt die Bank VR-Bank Ostbayern-Mitte eG.

## Geschichte
Im Jahre 1905 trafen sich unter dem Vorsitz des Drechslermeisters F. X. Haberzagl 13 Bürger der Stadt Dingolfing, um nach den Leitsätzen von Hermann Schulze-Delitzsch eine Handwerker-Kredit-Genossenschaft zu gründen und verabschiedeten noch am selben Abend das Statut. Am 1. Januar 1906 nahm die Handwerker-Kredit-Genossenschaft im Gasthof Huberbräu am Marienplatz ihre Tätigkeit auf. Am Ende des ersten Geschäftsjahres hatten bereits 59 Mitglieder Anteile gezeichnet. Die Geschäftsguthaben betrugen 4039 Goldmark, die Gesamteinlagen 43.475,18 Mark. Die Darlehen beliefen sich auf 21.100,-- Mark und die Kontokorrentkrediten auf 24.209,98 Mark. Am 12. Januar 1915 wurde die Handwerker-Kredit-Genossenschaft in „Gewerbe-Bank e.G.m.b.H. Dingolfing“ umbenannt. Da inzwischen aber auch Landwirte, Gewerbetreibende und Angehörige aller Berufsstände als Mitglieder hinzugekommen waren, erfolgte zwei Jahre später die Umbenennung in „Gewerbe- und Landwirtschaftsbank e.G.m.b.H. Dingolfing“. Im Zuge der allgemeinen Umbenennung der gewerblichen Kreditgenossenschaften erfolgte in der Generalversammlung vom 30. März 1941 eine weitere Namensänderung in „Volksbank Dingolfing e.G.m.b.H.“.
Die Bilanzsumme der Bank verachtfachte sich in den 1950er Jahren. Am 6. Januar 1960 wurde die Stadtfiliale in der Kreuzstraße eröffnet. Am 8. Mai 1961 erwarb die Bank von der Stadt Dingolfing das ehemalige Schulhaus am Marienplatz Nr. 29. Am 21. Dezember 1963 fand die feierliche Einweihung des neuen Hauptstellengebäudes statt. In Griesbach und Teisbach wurden 1964 ebenfalls Zweigstellen eröffnet. 1968 wurde in Frontenhausen das Anwesen Kirchgasse Nr. 1 käuflich erworben. Hier entstand der Neubau der Filiale Frontenhausen, die am 1. Oktober 1970 in Betrieb genommen wurde. 1975 verzeichnete die Volksbank mit 23 % den größten Bilanzsummensprung. Das gemietete Filialgebäude in der Kreuzstraße wurde im Jahr 1977 erworben, umgebaut und am 30. Juni 1979 eröffnet. Im gleichen Jahr wurde die Filiale Frontenhausen umgebaut.
1980 hatte die Bank zum 1. Januar 2.894 Mitglieder und beschäftigte 44 Mitarbeiter. 1982 wurden die beiden Tochtergesellschaften „Immobilien GmbH der Volksbank Dingolfing“ und „Immobilien GmbH der Volksbank Dingolfing & Co. Betriebs KG“ gegründet. 1985 wurde der Neubau der Hauptstelle am Marienplatz/Ecke Bruckstraße fertiggestellt. Mit seiner Konzeption galt es damals als eines der modernsten Bankgebäude in Bayern. Die Bilanzsumme überschritt 1991 erstmals die 200-Millionen-DM-Grenze und schloss mit 205,25 Mio. DM ab.
Die Volksbank Dingolfing und die Raiffeisenbank Mittleres Vilstal fusionierten 1993 zur Volksbank-Raiffeisenbank Dingolfing, deren Geschäftsgebiet nahezu den gesamten Altlandkreis Dingolfing umfasst.
Am 6. März 2010 wurde die neu errichtete Filiale Frontenhausen-Marklkofen im neuen Gewerbegebiet eröffnet. Mit dem Abriss und Neubau des Nebengebäudes der Hauptstelle am Marienplatz wurde im Jahr 2015 ein Beratungszentrum eröffnet, in dem die Verbundpartner Bausparkasse Schwäbisch Hall und R+V Versicherung untergebracht sind.
Im Jahr 2020 fusionierte die Volksbank-Raiffeisenbank Dingolfing mit der Volksbank Straubing zur VR-Bank Ostbayern-Mitte mit Sitz in Straubing.

## Geschäftsgebiet
Die Bank hatte ihr Geschäftsgebiet auf die Stadt Dingolfing und die Märkte Frontenhausen und Reisbach festgelegt, in dem sich ihr Filialnetz auf fünf Geschäftsstellen und zwei SB-Stellen erstreckte. Seit dem 1. April 2016 betrieb die Volksbank-Raiffeisenbank Dingolfing Geschäftsstellen an folgenden Standorten:
- Dingolfing, Marienplatz 1
- Dingolfing, Kreuzstraße 4
- Frontenhausen-Marklkofen, Sonnenstraße 1
- Frontenhausen, Kirchgasse 1 (Selbstbedienungsstelle)
- Marklkofen, Hauptstraße 1a (Selbstbedienungsstelle)
- Reisbach, Marktplatz 53
- Teisbach, Marktplatz 11

## Mitgliedschaft
Als Genossenschaftsbank wurde die Volksbank-Raiffeisenbank Dingolfing zuletzt von über 5.990 Mitgliedern getragen.

## Gesellschaftliches Engagement
Die Volksbank-Raiffeisenbank Dingolfing war ein regionaler Förderer in den Bereichen Soziales, Sport, Kultur und Jugendarbeit. Darin inbegriffen waren u. a. Kooperationen mit Vereinen, Schulen und gemeinnützigen Einrichtungen.